# Tech Mahindra

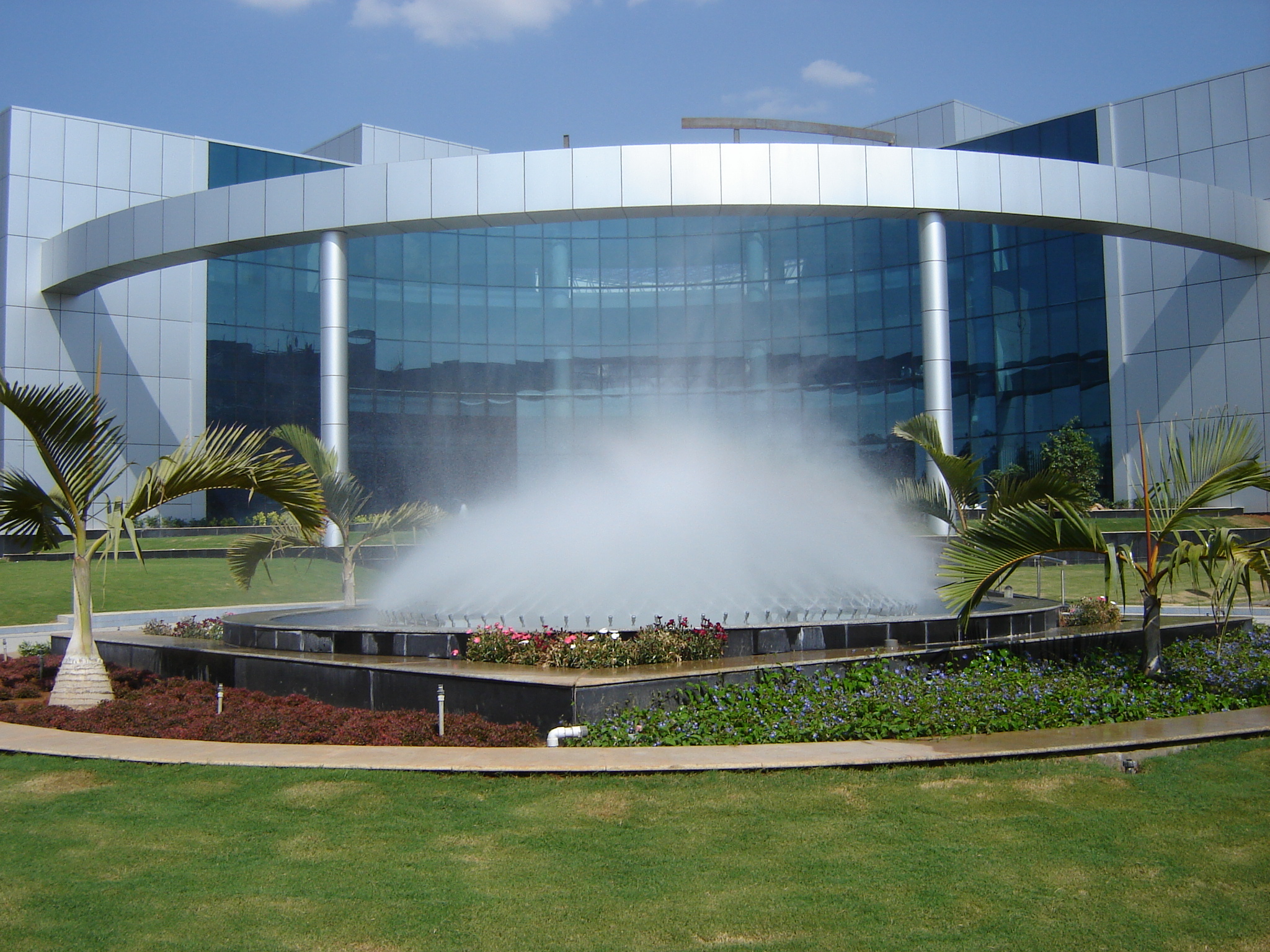
Centre de développement Satyam tech Center,Hyderabad,India

Tech Mahindra est une entreprise de services du numérique, basée en Inde. C'est une filiale du conglomérat Mahindra.

## Histoire
En 2009, Mahindra acquiert Satyam Computer Services pour 14 milliards de dollars. Le 24 juin 2013, Satyam Computer Services fusionne avec Tech Mahindra.
En 2014, le groupe participe à la création de l'école Mahindra École Centrale.
Le 20 novembre 2014, Tech Mahindra annonce l'acquisition de Lightbridge Communications Corporation (LCC), la plus large société indépendante de services de télécommunications dans le monde, avec une présence dans plus de 50 pays et 5000 employés. LCC est à l'origine une société américaine qui fut créée en 1983 et qui a réalisé en 2014 un chiffre d'affaires de 420 millions de Dollars US